# Hermann Feusi
Hermann Feusi (* 5. Dezember 1906 in Glarus; † 3. April 1988 ebenda; heimatberechtigt in Feusisberg und Glarus) war ein Schweizer Politiker (FDP).
Er war der Sohn eines Gastwirtes und erlernte den Beruf des Landwirtes. Als solcher verwaltete er den landwirtschaftlichen Betrieb des Altersasyls der Gemeinde Glarus. Im Militär war er ein Oberst. Von 1944 bis 1978 war er im Glarner Gemeinderat. Von 1959 bis 1978 amtierte er auch als Alpaufseher und Präsident der Gemeindeschatzungskommission. Weitere Mandate hatte er von 1944 bis 1950 im Landrat des Kantons Glarus und von 1947 bis 1950 als Zivilrichter. 1950 wurde er in den Regierungsrat gewählt. Er betreute die Fürsorge-, Militär- und Landwirtschaftsdirektion. In seine Amtszeit fielen eine Förderung des Bauernstandes mit Meliorations- und Erschliessungswerken, die Etablierung und der Ausbau der kantonalen Zivilschutzorganisation und ein Neubau des Kantonsspitals. Von 1956 bis 1962 war er Landesstatthalter und von 1962 bis 1968 Landammann des Kantons Glarus.